# سكاي إكسول
سكاي إكسول هو ملك من مايا المدينة الدولة كيوريجوا في غواتيمالا، الذي حكم 785 - ج. 795.

## سيرة شخصية
أصبح سكاي إكسول هو الحاكم الحاكم في كيوريجوا بعد 78 يومًا من وفاة اك تيليو تشان يوبات، الذي يُعتقد أنه والده.
استمر حكمه من 10 إلى 15 عامًا وكانت فترة نشاط مستمر.
توفي كاك تيليو تشان يوبات، الذي غيّر مصير مدينته بشكل كبير، في 27 يوليو 785. زوومورف جي هو حجره التذكاري ويصف كيف دفن بعد 10 أيام في 13 منزل كاواك، وهو مبنى لم يتم التعرف عليه. خلف الملك العظيم «سكاي إكسول»، وهو ملك لم يتم التعرف على اسمه بشكل صحيح. أصبح «سكاي اكسول» الحاكم الحاكم في كيوريجوا بعد 78 يومًا من وفاة كاك تيليو تشان يوبات، الذي يُعتقد أنه والده. استمر حكمه من 10 إلى 15 عامًا وكانت فترة نشاط مستمر. في معظم مناطق المايا، كانت المدن تعاني بالفعل من الانهيار النهائي، التي اجتاحها انهيار مايا الكلاسيكي، ولكن في كيوريجوا، خصصت «سكاي اكسول» ثلاثة منحوتات كبيرة من الزومورف ومذبحين، والتي تعتبر أعجوبة أعمال مايا الحجرية. ماتت «سكاي اكسول» في وقت ما بين 795 و 800.
خلف Jade Sky سكاي إكسول وكان آخر حاكم Quiriguá.

### فهرس
1. ↑  Martin & Grube 2000, p.218.
2. 1 2  Sharer & Traxler 2006, p. 494
3. 1 2  Martin & Grube 2000, pp. 222–24.

### المعلومات الكاملة للمراجع
- Martin, Simon؛ Nikolai Grube (2000). Chronicle of the Maya Kings and Queens: Deciphering the Dynasties of the Ancient Maya. London and New York: Thames & Hudson. ISBN:0-500-05103-8. OCLC:47358325.
- Sharer, Robert J.؛ Loa P. Traxler (2006). The Ancient Maya (ط. 6th, fully revised). Stanford, California: Stanford University Press. ISBN:0-8047-4817-9. OCLC:57577446.